# فاصله تیرومنتال
فاصله تیرومنتال یک روش اندازه‌گیری رایج برای پیش‌بینی میزان سختی لوله‌گذاری تراشه است. این فاصله بین برجستگی تیروئید تا چانه وقتی که سر به صورت کامل به عقب رفته‌است اندازه‌گیری می‌شود. اگر این فاصله کمتر از ۷ سانتی‌متر باشد یا در این فاصله اثرات شدید زخم قدیمی موجود باشد معمولاً انتظار یک لوله‌گذاری تراشه سخت وجود دارد.استفاده همزمان از آزمون مالاپاتی و فاصله تيرومنتال در تشخيص لوله گذاری  دشوار از حساسيت بيشتری برخوردار است.همچنین در یک مطالعه دیگر در دانشگاه علوم پزشکی شهرکرد نشان داد نسبت قد به فاصله تیرومنتال ممکن است تست غربالگیری مفیدی جهت پیش بینی لارنگوسکوپی مشکل در بیماران عمل سزارین باشد.